# Resolutie 285 Veiligheidsraad Verenigde Naties
Resolutie 285 van de Veiligheidsraad van de Verenigde Naties was een korte resolutie die op 5 september 1970 werd aangenomen. De resolutie eiste dat Israël zijn leger zou terugtrekken uit Libanon.
Op de onthouding van de Verenigde Staten na keurden alle VN-Veiligheidsraadsleden de resolutie goed. De Verenigde Staten vonden de resolutie van Spaanse hand te gehaast, maar vonden verder ook dat Israël zijn troepen moest terugtrekken.

## Achtergrond
In Libanon, een buurland van Israël, woonden veel Palestijnse vluchtelingen. De Palestijnse Bevrijdingsorganisatie (PLO) begon in 1968 met aanvallen op Israël, die vaak gelanceerd werden vanuit het door de PLO gecontroleerde zuiden van Libanon. Israël reageerde met vergeldingsacties op dorpen in deze regio.
In mei 1970 was het Israëlische leger al eens Zuid-Libanon binnengevallen voor een grootscheepse operatie. Ook toen had de Veiligheidsraad Israëls terugtrekking geëist.
Volgend op de aanslag op een schoolbus in het noorden van Israël, waarbij ook negen kinderen waren omgekomen, onderging de regio een barrage van artillerievuur en trokken Israëlische troepen dagelijks Libanon in.
Op 5 september trok opnieuw Israëlische infanterie ondersteund door gevechtsvliegtuigen Libanon in om te bombarderen en huizen op te blazen, waarop Libanon opnieuw een bijeenkomst van de Veiligheidsraad vroeg. Israël stelde dat het zelf moest patrouilleren in Zuidelijk Libanon daar de Libanese overheid terroristen (de PLO) daar vrij spel liet.

## Inhoud
De Veiligheidsraad eiste dat het Israëlische leger zich onmiddellijk volledig zou terugtrekken uit Libanon.
Lijst ·  276 ·  277 ·  278 ·  279 ·  280 ·  281 ·  282 ·  283 ·  284 ·  285 ·  286 ·  287 ·  288 ·  289 ·  290 ·  291